# Целягюнский сельсовет
Целягюнский сельсовет — упразднённая административно-территориальная единица в Магарамкентском районе Дагестана Российской Федерации. Преобразовано в сельское поселение «село Целягюн». Административный центр — село Целягюн. Был присвоен код ОКАТО 82237875. В 2002 году проживали 1726 человек 

## История
В 1966 году сельсовет оказался в эпицентре Касумкентского землетрясения и частичны были разрушены все селения. Было принято решение населённые пункты не восстанавливать, а население переселить. Жителей Целягюна переселили на равнину на собственные земли колхоза «Серго» в местности Палас, где и был отстроен населенный пункт, куда были частью переселены жители разрушенных сёл Целягюнского сельсовета.
В 1968 году оставшиеся населённые пункты сельсовета были упразднены.

## Состав
| № | Населённый пункт | Тип населённого пункта       | Население |
| - | ---------------- | ---------------------------- | --------- |
| 1 | Целягюн          | село, административный центр | ↘1613     |

### Упразднённые населённые пункты
Ашага-Яраг, Бильбилькент, Гезеркент, Махмудкент — упразднённые сёла, исключенные из учётных данных указом ПВС ДАССР от 01.09.1968 г.